# Seeschlange (Wellenkraftwerk)

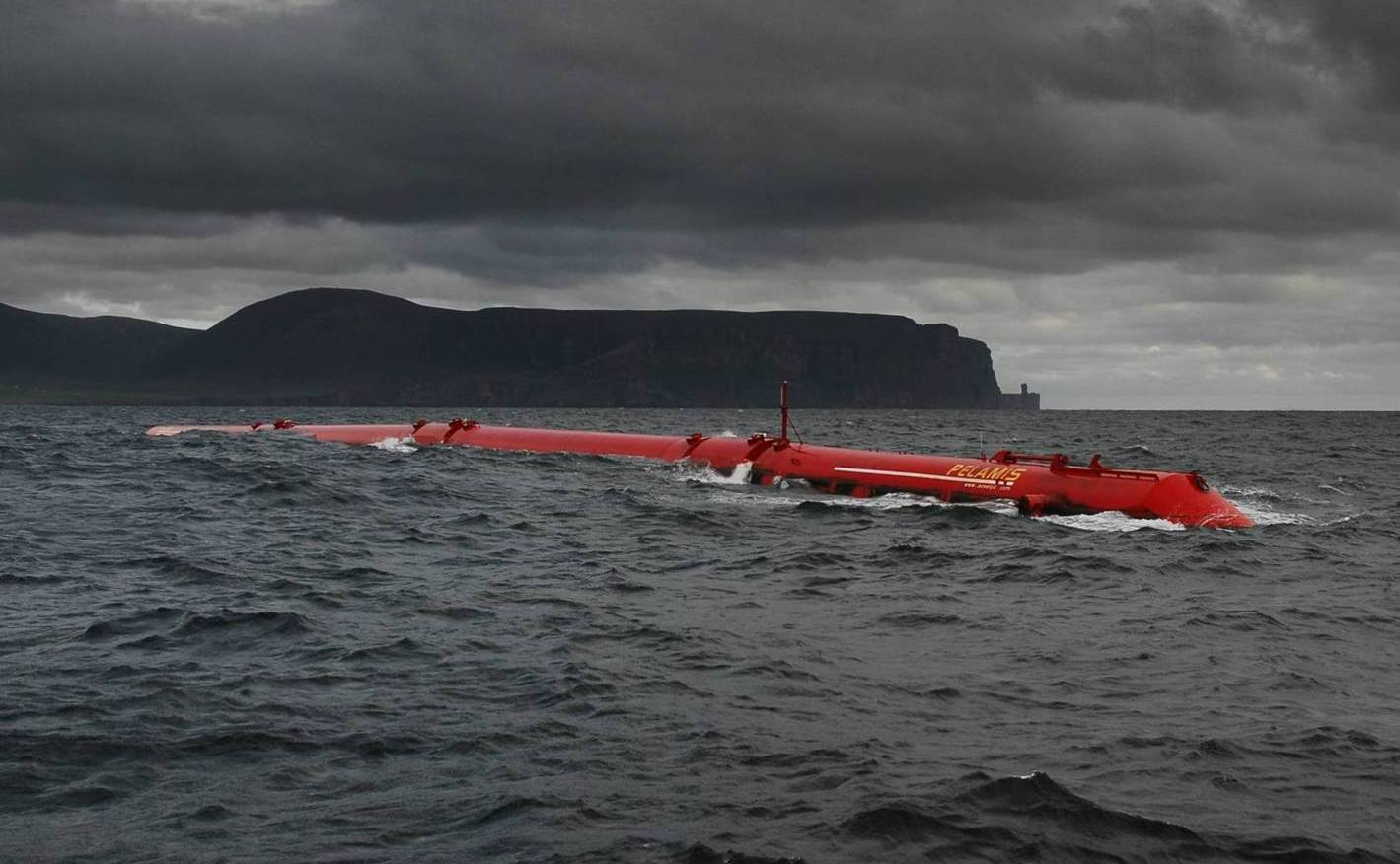
Eine Seeschlange im Test beim European Marine Energy Centre in Schottland

Als Seeschlange (griechisch Pelamis) wird eine Bauform von Wellenkraftwerken bezeichnet, deren erster Prototyp 2004 vor der schottischen Küste in Betrieb genommen wurde.

## Aufbau
Sie bestehen aus mehreren Stahlrohrsegmenten, die über Gelenke gekoppelt sind. An den Gelenken sind hydraulische Pumpen befestigt, die einen Generator antreiben. Sie können – ähnlich wie Windenergieparks – zur Gewinnung regenerativer Energien aus dem Meer verwendet werden. Der existierende Prototyp hat eine Länge von 150 Metern, besteht aus vier Segmenten mit je 3,5 Meter Durchmesser und erzeugt eine maximale Leistung von 750 kW. Im Jahresmittel werden laut Hersteller aber nur 25–40 % dieses Wertes erreicht. Zur Vermeidung ökologischer Risiken muss sichergestellt sein, dass die verwendete Hydraulikflüssigkeit gut biologisch abbaubar ist.
Bei bisherigen Wellenenergieanlagen war ein Hauptproblem die Robustheit gegenüber „Monsterwellen“. Bei der jetzigen Konstruktion soll dieses Problem umgangen werden, indem die Auftriebskörper durch zu große Wasserwellen hindurchtauchen.

## Vorteile gegenüber Windkraftwerken
- keine Kräne zur Aufstellung erforderlich
- keine Fundamente erforderlich, lediglich ein Anker mit Kette
- da Wellen am Rand von Ozeanen auch dann auftreten, wenn örtlich kein Wind weht, können Wellenkraftwerke den bestehenden Mix aus erneuerbaren Energien sinnvoll ergänzen, indem sie Schwankungen bei der Gesamtmenge an erzeugter Energie verringern

## Stillgelegte Anlagen

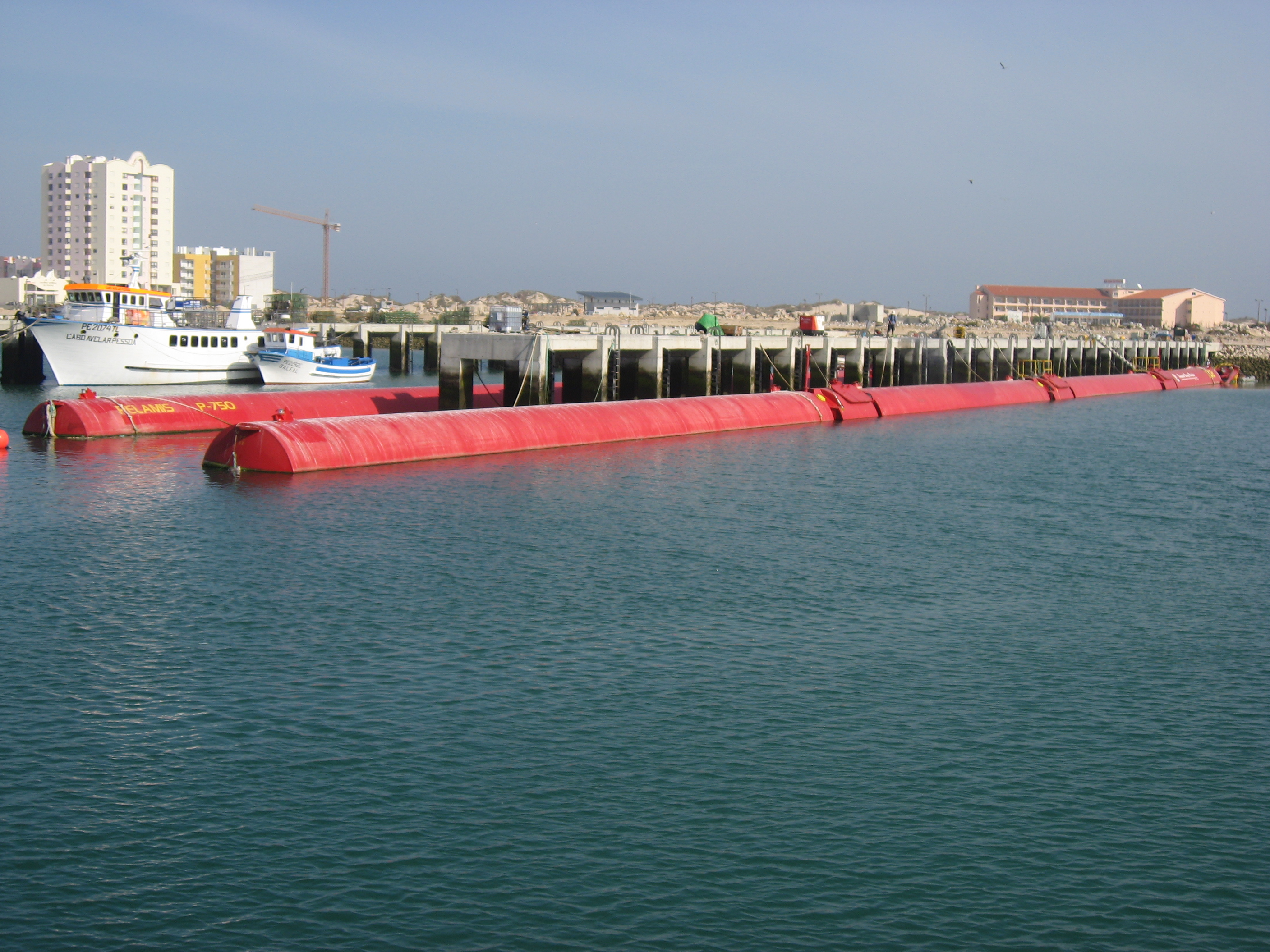
2 von 3 Anlagen Mitte Oktober 2007 im Hafen von Peniche

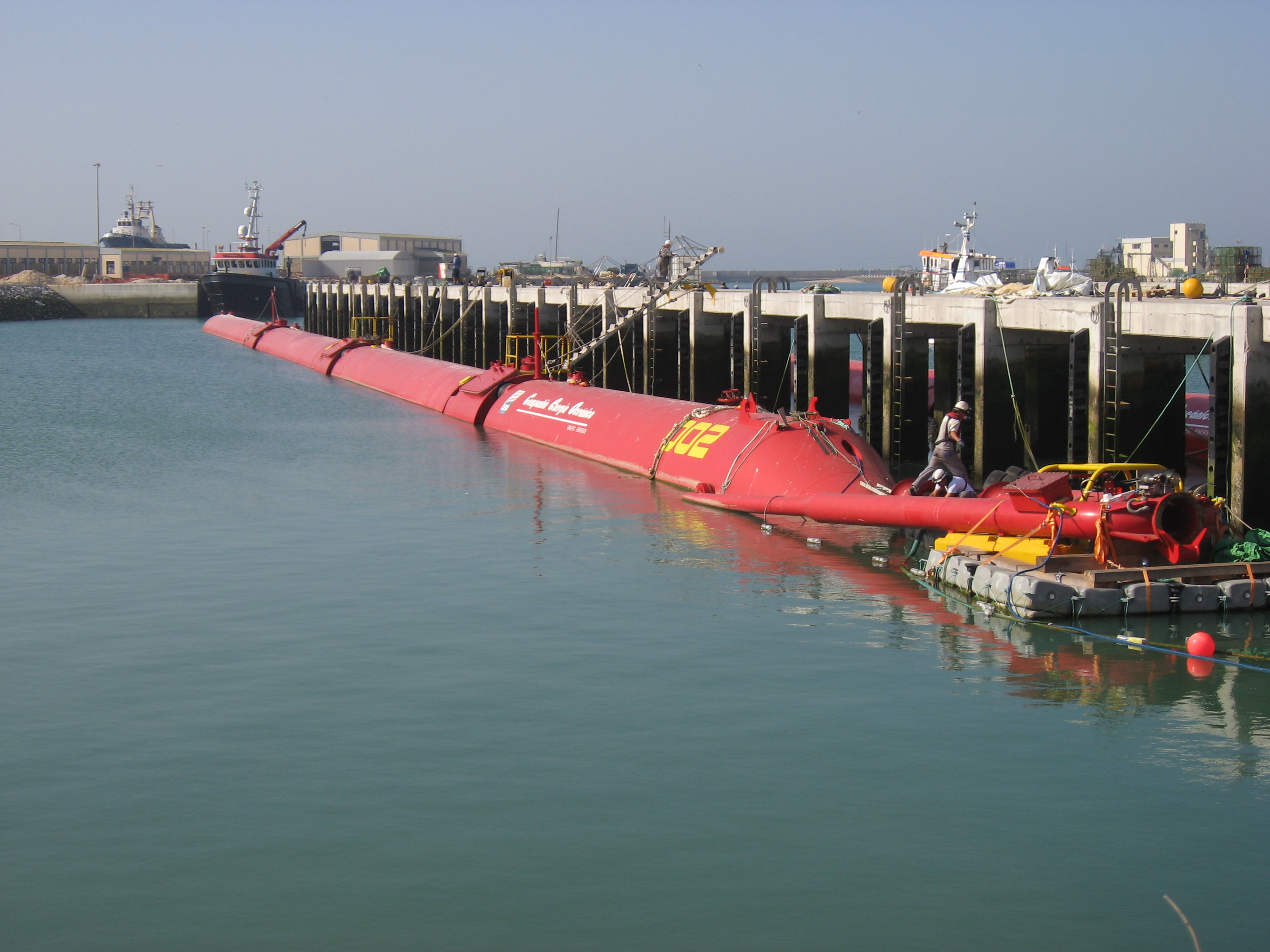
Bei letzten Tests im Hafen von Peniche

### Aguçadoura I Wave Farm (Portugal)
Über viele Jahre entwickelte und betrieb die schottische Pelamis Wave Power einen Prototyp mit 750 kW Leistung. Mit der portugiesischen Enersie (wurde später von Babcock & Brown übernommen) einigte man sich auf den Bau der Wellen-Farm vor der portugiesischen Westküste. Im April 2006 trafen drei in Schottland gefertigte Anlagen in Einzelteilen auf einem Frachter im Hafen von Peniche (80 km nördlich von Lissabon) ein. Inbetriebnahme und Tests zogen sich jedoch über zweieinhalb Jahre hin. Erst im Sommer 2008 wurden die drei Anlagen mit je 750 kW Leistung Richtung Porto geschleppt. Bei Póvoa de Varzim wurden sie 5 km vor der Küste in 40 m Wassertiefe verankert. Die Anlage mit der Nummer 002 ging dann am 15. Juli 2008 in Betrieb und speiste den ersten Strom ins portugiesische Netz ein. Am 24. September 2008 wurde die komplette Wellen-Farm vom portugiesischen Wirtschaftsminister eingeweiht.
Ein halbes Jahr später wurden die drei Anlagen jedoch wegen technischer und finanzieller Probleme gestoppt und in den Hafen von Porto geschleppt. Es liegen momentan keine Angaben zur Wiederinbetriebnahme vor.
Das „WaveRoller“ Wellenkraftwerk arbeitet nach einem ganz anderen Prinzip. Es befindet sich momentan nördlich von Peniche vor Portugal im Testbetrieb.

### Aguçadoura II
Aguçadoura II sollte als Nächstes vor Portugal in Betrieb gehen. Nachdem man erst 34 Anlagen installieren wollte, waren es dann noch 25 Anlagen mit einer Gesamtleistung von 18,75 MW. Die Kosten wurden mit etwa 70 Millionen Euro veranschlagt.

### Westwave
15 km vor Hayle (Großbritannien, Nordküste Cornwalls), 7 Anlagen mit zusammen 5 MW Leistung, Fertigstellung 2009.

## Anlagen in der Planung
Ein Modell, dessen Schwimmkörper überwiegend aus gummi-artigem Material besteht, wird Anaconda genannt und befindet sich in der Phase der Erforschung und Planung.